# Vuelta a Andalucía 2019
La Vuelta a Andalucía 2019, sessantacinquesima edizione della corsa e valevole come prova dell'UCI Europe Tour 2019 categoria 2.HC, si svolse in cinque tappe dal 20 al 24 febbraio 2019 su un percorso di 687,1 km, con partenza da Sanlúcar de Barrameda e arrivo a Alhaurín de la Torre, nella comunità autonoma dell'Andalucía in Spagna. La vittoria fu appannaggio del danese Jakob Fuglsang, il quale completò il percorso in 17h42'00", precedendo lo spagnolo Jon Izagirre e l'olandese Steven Kruijswijk.
Sul traguardo di Alhaurín de la Torre 114 ciclisti, su 130 partiti da Sanlúcar de Barrameda, portarono a termine la competizione.

## Tappe
| Tappa  | Data        | Percorso                                             | km    | Vincitore di tappa | Leader cl. generale |
| ------ | ----------- | ---------------------------------------------------- | ----- | ------------------ | ------------------- |
| 1ª     | 20 febbraio | Sanlúcar de Barrameda > Alcalá de los Gazules        | 170,5 | Tim Wellens        | Tim Wellens         |
| 2ª     | 21 febbraio | Siviglia > Torredonjimeno                            | 216,5 | Matteo Trentin     | Tim Wellens         |
| 3ª     | 22 febbraio | Mancha Real > La Guardia de Jaén (cron. individuale) | 16,3  | Tim Wellens        | Tim Wellens         |
| 4ª     | 23 febbraio | Armilla > Granada                                    | 119,9 | Simon Yates        | Jakob Fuglsang      |
| 5ª     | 24 febbraio | Otura > Alhaurín de la Torre                         | 163,9 | Matteo Trentin     | Jakob Fuglsang      |
| Totale | Totale      | Totale                                               | 687,1 |                    |                     |

## Squadre e corridori partecipanti
| N.    | Cod. | Squadra                   |
| ----- | ---- | ------------------------- |
| 1-7   | LTS  | Lotto Soudal              |
| 11-17 | MOV  | Movistar Team             |
| 21-27 | AST  | Astana Pro Team           |
| 31-37 | TJV  | Team Jumbo-Visma          |
| 41-47 | MTS  | Mitchelton-Scott          |
| 51-57 | TBM  | Bahrain-Merida            |
| 61-67 | SVB  | Sport Vlaanderen-Baloise  |
| 71-77 | WGG  | Wanty-Gobert Cycling Team |
| 81-87 | GAZ  | Gazprom-RusVelo           |
| 91-97 | ROC  | Roompot-Charles           |

| N.      | Cod. | Squadra                       |
| ------- | ---- | ----------------------------- |
| 101-107 | CJR  | Caja Rural-Seguros RGA        |
| 111-117 | VCB  | Vital Concept-B&B Hotels      |
| 121-127 | RLY  | Rally UHC Cycling             |
| 131-136 | NIP  | Nippo-Vini Fantini-Faizanè    |
| 141-147 | ANS  | Androni Giocattoli-Sidermec   |
| 151-157 | BRD  | Bardiani CSF                  |
| 161-167 | EUS  | Euskadi Basque Country-Murias |
| 171-177 | BBH  | Burgos-BH                     |
| 181-187 | EUK  | Equipo Euskadi                |

## Dettagli delle tappe

### 1ª tappa
- 20 febbraio: Sanlúcar de Barrameda > Alcalá de los Gazules – 170,5 km

Risultati
| Pos. | Corridore      | Squadra | Tempo    |
| ---- | -------------- | ------- | -------- |
| 1    | Tim Wellens    | Lotto   | 4h24'12" |
| 2    | Jakob Fuglsang | Astana  | a 5"     |
| 3    | Jon Izagirre   | Astana  | s.t.     |

| Pos. | Corridore      | Squadra | Tempo    |
| ---- | -------------- | ------- | -------- |
| 1    | Tim Wellens    | Lotto   | 4h24'12" |
| 2    | Jakob Fuglsang | Astana  | a 5"     |
| 3    | Jon Izagirre   | Astana  | s.t.     |

### 2ª tappa
- 21 febbraio: Siviglia > Torredonjimeno – 216,5 km

Risultati
| Pos. | Corridore           | Squadra      | Tempo    |
| ---- | ------------------- | ------------ | -------- |
| 1    | Matteo Trentin      | Mitchelton   | 5h55'28" |
| 2    | Danny van Poppel    | Jumbo        | s.t.     |
| 3    | Iván García Cortina | Bahrain-Mer. | s.t.     |

| Pos. | Corridore      | Squadra    | Tempo     |
| ---- | -------------- | ---------- | --------- |
| 1    | Tim Wellens    | Lotto      | 10h19'40" |
| 2    | Jakob Fuglsang | Astana     | a 5"      |
| 3    | Jack Haig      | Mitchelton | s.t.      |

### 3ª tappa
- 22 febbraio: Mancha Real > La Guardia de Jaén – Cronometro individuale – 16,3 km

Risultati
| Pos. | Corridore      | Squadra | Tempo  |
| ---- | -------------- | ------- | ------ |
| 1    | Tim Wellens    | Lotto   | 22'25" |
| 2    | Jakob Fuglsang | Astana  | a 2"   |
| 3    | Jon Izagirre   | Astana  | a 9"   |

| Pos. | Corridore      | Squadra | Tempo     |
| ---- | -------------- | ------- | --------- |
| 1    | Tim Wellens    | Lotto   | 10h42'05" |
| 2    | Jakob Fuglsang | Astana  | a 7"      |
| 3    | Jon Izagirre   | Astana  | a 14"     |

### 4ª tappa
- 23 febbraio: Armilla > Granada – 119,9 km

Risultati
| Pos. | Corridore         | Squadra     | Tempo    |
| ---- | ----------------- | ----------- | -------- |
| 1    | Simon Yates       | Mitchelton  | 3h01'03" |
| 2    | Sergio Higuita    | Eq. Euskadi | a 26"    |
| 3    | Steven Kruijswijk | Jumbo       | s.t.     |

| Pos. | Corridore         | Squadra | Tempo     |
| ---- | ----------------- | ------- | --------- |
| 1    | Jakob Fuglsang    | Astana  | 13h43'41" |
| 2    | Jon Izagirre      | Astana  | a 7"      |
| 3    | Steven Kruijswijk | Jumbo   | a 11"     |

### 5ª tappa
- 24 febbraio: Otura > Alhaurín de la Torre – 163,9 km

Risultati
| Pos. | Corridore      | Squadra    | Tempo    |
| ---- | -------------- | ---------- | -------- |
| 1    | Matteo Trentin | Mitchelton | 3h58'19" |
| 2    | Enrique Sanz   | Euskadi    | s.t.     |
| 3    | Carlos Barbero | Movistar   | s.t.     |

| Pos. | Corridore         | Squadra | Tempo     |
| ---- | ----------------- | ------- | --------- |
| 1    | Jakob Fuglsang    | Astana  | 17h42'00" |
| 2    | Jon Izagirre      | Astana  | a 7"      |
| 3    | Steven Kruijswijk | Jumbo   | a 11"     |

## Evoluzione delle classifiche
| Tappa              | Vincitore          | Classifica generale Maglia gialla | Classifica a punti Maglia bianca | Classifica scalatori Maglia verde | Classifica traguardi volanti Maglia blu | Classifica a squadre |
| ------------------ | ------------------ | --------------------------------- | -------------------------------- | --------------------------------- | --------------------------------------- | -------------------- |
| 1ª                 | Tim Wellens        | Tim Wellens                       | Tim Wellens                      | Sergio Samitier                   | Michael Van Staeyen                     | Astana Pro Team      |
| 2ª                 | Matteo Trentin     | Tim Wellens                       | Tim Wellens                      | Dries Van Gestel                  | Michael Van Staeyen                     | Astana Pro Team      |
| 3ª                 | Tim Wellens        | Tim Wellens                       | Tim Wellens                      | Dries Van Gestel                  | Michael Van Staeyen                     | Astana Pro Team      |
| 4ª                 | Simon Yates        | Jakob Fuglsang                    | Tim Wellens                      | Simon Yates                       | Michael Van Staeyen                     | Astana Pro Team      |
| 5ª                 | Matteo Trentin     | Jakob Fuglsang                    | Tim Wellens                      | Simon Yates                       | Michael Van Staeyen                     | Astana Pro Team      |
| Classifiche finali | Classifiche finali | Jakob Fuglsang                    | Tim Wellens                      | Simon Yates                       | Michael Van Staeyen                     | Astana Pro Team      |

## Classifiche finali

### Classifica generale - Maglia gialla
| Pos. | Corridore         | Squadra      | Tempo     |
| ---- | ----------------- | ------------ | --------- |
| 1    | Jakob Fuglsang    | Astana       | 17h42'00" |
| 2    | Jon Izagirre      | Astana       | a 7"      |
| 3    | Steven Kruijswijk | Jumbo        | a 11"     |
| 4    | Pello Bilbao      | Astana       | a 21"     |
| 5    | Adam Yates        | Mitchelton   | a 57"     |
| 6    | Jack Haig         | Mitchelton   | a 1'08"   |
| 7    | Sergio Higuita    | Eq. Euskadi  | a 1'12"   |
| 8    | Aleksandr Vlasov  | Gazprom      | a 1'43"   |
| 9    | Tim Wellens       | Lotto        | a 2'53"   |
| 10   | Dylan Teuns       | Bahrain-Mer. | a 3'41"   |

### Classifica a punti - Maglia bianca
| Pos. | Corridore         | Squadra    | Punti |
| ---- | ----------------- | ---------- | ----- |
| 1    | Tim Wellens       | Lotto      | 53    |
| 2    | Matteo Trentin    | Mitchelton | 50    |
| 3    | Jakob Fuglsang    | Astana     | 49    |
| 4    | Steven Kruijswijk | Jumbo      | 48    |
| 5    | Jon Izagirre      | Astana     | 47    |

### Classifica scalatori - Maglia verde
| Pos. | Corridore      | Squadra    | Punti |
| ---- | -------------- | ---------- | ----- |
| 1    | Simon Yates    | Mitchelton | 34    |
| 2    | Álvaro Cuadros | Caja Rural | 15    |
| 3    | Jon Izagirre   | Astana     | 12    |
| 4    | Jakob Fuglsang | Astana     | 8     |
| 5    | Dario Cataldo  | Astana     | 8     |

### Classifica traguardi volanti - Maglia blu
| Pos. | Corridore           | Squadra    | Punti |
| ---- | ------------------- | ---------- | ----- |
| 1    | Michael Van Staeyen | Roompot    | 5     |
| 2    | Jetse Bol           | Burgos-BH  | 4     |
| 3    | Dario Cataldo       | Astana     | 4     |
| 4    | Simon Yates         | Mitchelton | 3     |
| 5    | Esteban Chaves      | Mitchelton | 3     |